# 청문권
청문권(請問權)은 행정절차의 참가자가 자기자신을 표현할 수 있는 기회를 말하는 개인적 공권이이다. 청문권은 자신의 권리의 방어에 봉사하는 참가자가 갖는 이익이며 포기될 수 있는 권리이다.

## 예외
행정절차법 제22조 제4항이 정하는 사유가 있는 경우에는 청문을 실시하지 아니할 수 있다.
1. 공공의 안전 또는 복리를 위하여 긴급히 처분을 할 필요가 있는 경우

2. 법령등에서 요구된 자격이 없거나 없어지게 되면 반드시 일정한 처분을 하여야 하는 경우에 그 자격이 없거나 없어지게 된 사실이 법원의 재판 등에 의하여 객관적으로 증명된 경우

3. 해당 처분의 성질상 의견청취가 현저히 곤란하거나 명백히 불필요하다고 인정될 만한 상당한 이유가 있는 경우

## 방법
행정청은 공청회률 개최하고자 하는 경우에는 공청회 개최 14일 전까지 제목， 일시 및 장소* 주요 내용， 발표자에 관한 사항, 발표신청 방법 및 신청기한， 정보통신망율 통한 의견제출， 그 밖에 공청회 개최에 관하여 필요한 사항을 당사자등 에게 통지하고 관보 • 공보. 인터넷 홈페이지 또는 .일간 신문 등에 공고하는 등의 방법으로 널리 알려야 한다. 행정청은 제38조에 따론 공청회와 병행하여서만 정보통신망을 이용한 공청회를 실시할 수 있다. 공청회의 주재자는 공청회를 공정하게 진행하여야 하며， 공청회의 원활한 진행을 위하여 발표 내용을 제한할 수 있고, 질서유지를 위하여 발언중지 퇴장명령 등 행정안전부장관이 정하는 필요한 조치를 할 수 있다

## 의견반영
행정청은 공청회를 거친 때에는 신속히 처분하여 당해 처분이 지연되지 아니하도록 하여야 한다
행정청은 처분을 함에 있어 공청회, 전자공청회, 정보름신망 등을 통하여 제시된 사실 및 의견이 상당한 이유가 있다고 인정하는 경우에는 이를 반영하여야 한다.

## 판례
지방자치단체의 폐지분합의 경우에는 대상 지역주민들의 정당한 청문권 등을 침해받게 될 수 있다.

## 참고 문헌
- 김철용, 행정법, 고시계사, 2015.

## 같이 보기
- 공청회
- 청문